# Dictyonota tricornis
Dictyonota tricornis är en insektsart som först beskrevs av Franz Paula von Schrank 1801.  Dictyonota tricornis ingår i släktet Dictyonota och familjen nätskinnbaggar. Inga underarter finns listade i Catalogue of Life.

## Bildgalleri

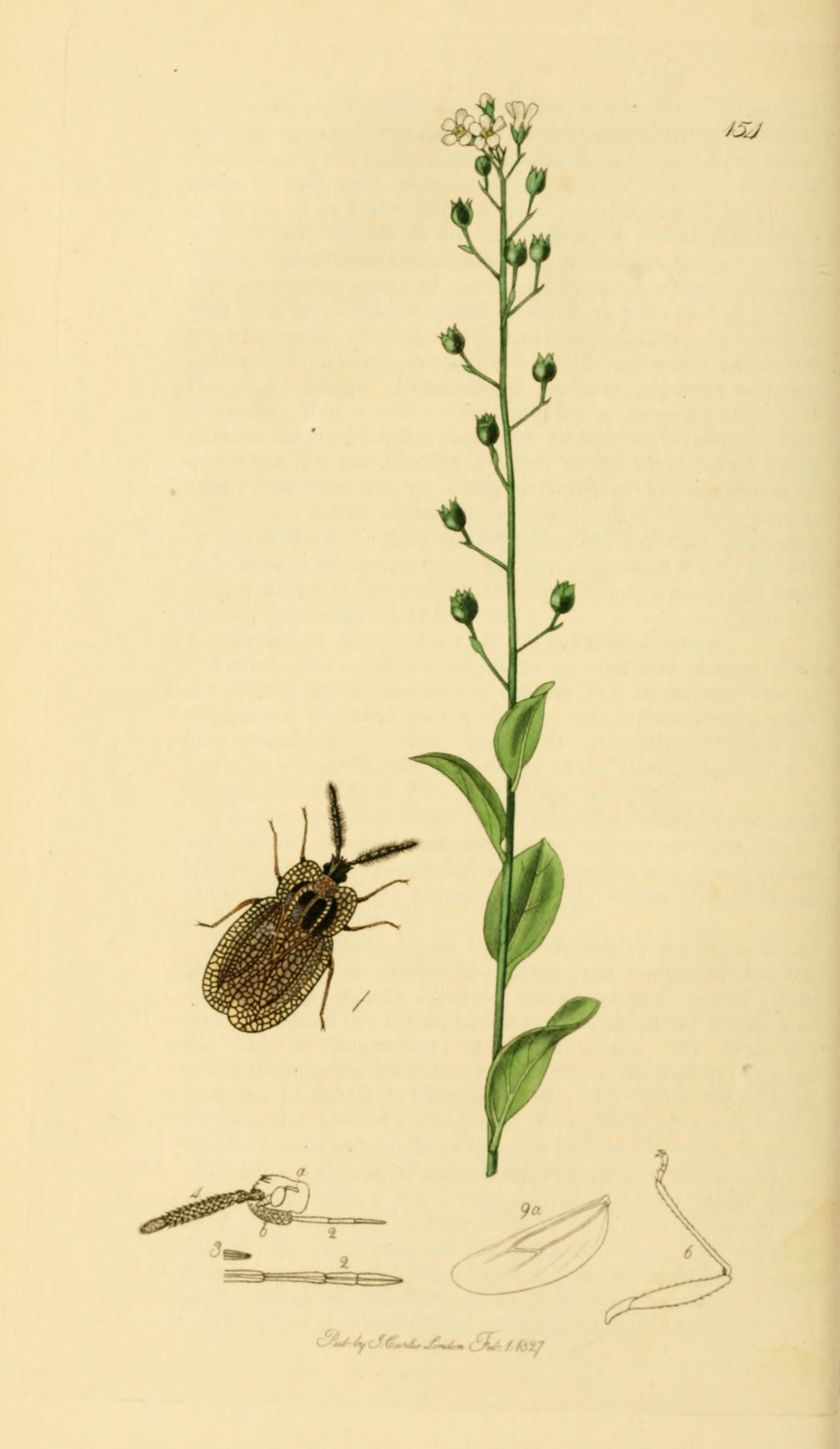